# مزون یانسن
مزون یانسن (انگلیسی: Maison Jansen) یا خانهٔ هنر یانسن، شناخته شده به عنوان اولین مزون دنیا بر اساس طراحی داخلی در پاریس می‌باشد، دفتر این خانه در تاریخ ۱۸۸۰ توسط یک هلندی الاصل به نام ژان هانری یانسن تأسیس گردید، مزون یانسن به عنوان اولین شرکت جهانی در جهت ارائهٔ طراحی‌های داخلی و دکوراسیون در اروپا، آمریکای لاتین، آمریکای شمالی و خاورمیانه شهره می‌باشد، امروزه دفتر مرکزی این مزون در خیابان رو دلانون‌سیشن ۲۳ پاریس قرار دارد

## تاریخچه
در آغاز کار، مزون یانسن تحت تأثیر ترکیبی از هنر مبلمان سنتی با گرایش‌های جدید از جمله سبک انگلو-ژاپنی و جنبش هنر و پیشه و معماری عثمانی قرار داشت، تلاش عمدهٔ این شرکت در همان سال‌ها تلفیق فضای تاریخی در مقابل فضای قابل زیستن برای مشتری‌هایش بود که اغلب بسیار چشمگیر می‌نمود، در مدت ۱۰ سال مزون یانسن اقدام به خرید و نگهداری آثار عتیقه نمود که این مزون را تبدیل به مکانی برای بازدیدکنندگان و علاقمندان به آثار آنتیک و عتیقه نمود، در سال ۱۸۹۰ گالری باستان مزون یانسن به عنوان یک شرکت جداگانه تأسیس گردید که عمدهٔ فعالیت آن خرید و فروش آثار باستانی و عتیقه بود.
در اوایل سال ۱۹۲۰ میلادی هانری یانسن مؤسس شرکت با استفان بودین مشارکت و همکاری نزدیکی پیدا کرد، بودین همان کسی بود که در آن زمان مشغول به کسب و کار پدرش الکساندر بودین در زمینهٔ نساجی و بوتیک گردانی لوکس و تجملاتی و همچنین طراحی داخلی بود، توجه بودین به جزییات، نگرانی و دقت بیش از حد در مورد مسائل تاریخی و همچنین توانایی برای ایجاد فضاهای دراماتیک و به یاد ماندنی باعث افزایش کسب و کار جدید شرکت گردید، بودین به عنوان یکی از مدیران ارشد شناخته شد و اقدام به گسترش دفاتر شرکت نمود.

## مبلمان و دکوراسیون
در زمینهٔ دکوراسیون داخلی و مبلمان شرکت به ساخته‌ها و مصنوعات جدید اکتفا نکرد و به تنهایی اقدام به الگوگیری و ساخت مبلمان و در درجهٔ اول بر اساس هنر مبلمان سازی دوران لویی چهاردهم و لویی شانزدهم و هنر دیرکتوار از دوران دیرکتوار و همینطور سبک امپراتوری نمود

## کارها
در طول تاریخ این شرکت از بدو تأسیس تاکنون، مزون یانسن به تلفیقی جدید و مدرن از سبک سنتی و طراحی اروپایی با هدف تأثیر روند معاصر و رو به جلوی این مقوله دست یافت که از جمله این تأثیر پذیری‌ها می‌توان به انجمن جدایی وین، مدرنیسم و هنر دکو اشاره داشت، در حقیقت در میان سال‌های ۱۹۲۰ تا ۱۹۵۰ میلادی عمدهٔ ساخته‌ها و تزئینات شرکت تحت تأثیر این جنبش‌ها قرار داشت.
تحت رهبری بودین، مزون یانسن خدماتی را برای خانواده‌های سلطنتی بلژیک، ایران، صربستان، السی د ولف، قلعه لیدز و کنت انگلستان انجام داد، عمده شهرت این شرکت در پروژه‌ای توسط بودین و پل مانو به سرپرستی دفتر یانسن در نیویورک برای کاخ سفید ایالات متحده آمریکا در دولت جان اف. کندی بود،